# Jaroslav von Sternberg (Landvogt)
Jaroslav (III.) von Sternberg (tschechisch Jaroslav ze Šternberka, † 1492) entstammte dem böhmischen Adelsgeschlecht Sternberg. Er war Landvogt der Oberlausitz und der Niederlausitz.

## Leben
Jaroslav von Sternberg war der älteste Sohn des Zdenko von Sternberg, der die Opposition gegen König Georg von Podiebrad angeführt hatte.
1467 wurde er durch den päpstlichen Legaten Rudolf von Rüdesheim als Landvogt und Landeshauptmann des Oberlausitzer Sechsstädtebunds eingesetzt. Er ging rigoros gegen Unterstützer des Königs Georg von Podiebrad vor und eroberte 1468 nach langer Belagerung die Stadt Hoyerswerda und ließ das Schloss zerstören. 1469 wurde Jaroslav von Sternberg nach der Einsetzung des ungarischen Königs Matthias Corvinus zum böhmischen Gegenkönig von diesem offiziell in das Amt eingesetzt und auch zum Landvogt der Niederlausitz ernannt.
Da der Adel in der Oberlausitz zunehmend Beschwerde gegen Jaroslavs selbstherrliches Auftreten führte, setzte ihn König Matthias wahrscheinlich Anfang 1471 dort ab. In der Niederlausitz blieb Jaroslav von Sternberg Landvogt bis Anfang 1477. Danach lebte er noch einige Jahre in Hoyerswerda und ging dann nach Böhmen, wo er 1492 starb.

## Besitz
Jaroslav erbte einige Güter des Vaters und erwarb weitere hinzu
- Herrschaft Hoyerswerda, 1471–1485
- Horaschdowitz (Horažďovice), mit Bruder erobert
- Daus (Domažlice), bis 1478, zur Hälfte, Erbe
- Triesch (Třešť), Erbe
- Herrschaft Konopischt (Konopiště), seit 1479, Stammsitz des Vaters
- Grünberg (Zelená Hora), seit 1479, Erbe
- Zbirow (Zbiroh), seit 1479, Erbe
- Kremsier (Kroměříž), seit 1479
- Duschnik (Dušníky), seit 1490

## Familie
Jaroslav von Sternberg war mit Elisabeth von Gera seit 1478 verheiratet. Kinder waren
- Zdeněk der Ältere († 1501)
- Ladislav († 18. November 1521), Oberkanzler und Kämmerer des Königreichs Böhmen
- Johann (Jan) († 9. September 1528)
- Georg (Jiří) († 1529)
- Heinrich (Jindřich) († vor 1497)
- Albrecht († um 1530), Landvogt der Oberlausitz und Hauptmann von Pilsen
- Katharina
- Anna